# Lipsothrix yamamotoana
Lipsothrix yamamotoana là một loài ruồi trong họ Limoniidae. Chúng phân bố ở miền Cổ bắc.